# Malletia obtusa
Malletia obtusa – gatunek małża morskiego należącego do podgromady pierwoskrzelnych.
Występuje na głębokości od 3750 do 4350 metrów.
Są rozdzielnopłciowe, bez zaznaczonych różnic płciowych w budowie muszli. Odżywiają się planktonem oraz detrytusem.
Występuje w północnym i południowym Pacyfiku.